# Komarivka (Berezhany)
Komarivka (ucraniano: Комарі́вка) es un pueblo de Ucrania, constituido administrativamente como una pedanía de la ciudad de Berezhany, en el raión de Ternópil de la óblast de Ternópil.
En 2001, el pueblo tenía una población de 220 habitantes.
Se ubica junto a la carretera M12, a medio camino entre Berezhany y Kozová.

## Historia
Antes de la fundación del actual municipio de Berezhany en 2018, el pueblo era una pedanía del consejo rural de Shýbalyn, en el raión de Berezhany.